# Julio Enrique Martínez
Julio Enrique Martínez Rivera (Coatepeque, 8 luglio 1985) è un calciatore salvadoregno, attaccante del FC Alianza in prestito dal León e della Nazionale salvadoregna.
Giocò con l'Once Lobos nel 2003, e nello stesso anno passò all'Isidro Metapán. Nel luglio 2009 firma per il León.
Ha debuttato in Nazionale nel 2006.